# Mauricio Bustamante
Jorge Mauricio Bustamante Postel (Concepción, 24 de octubre de 1967) es un periodista chileno. Ha desarrollado su carrera profesional como lector de noticias y de otros espacios informativos en televisión y radio, destacando su trabajo en Televisión Nacional de Chile durante 25 años.

## Familia y estudios
Estudió en el Colegio Alemán de Santiago, desde donde egresó en 1985.
Es periodista y licenciado en Comunicación Social de la Pontificia Universidad Católica de Chile, desde donde egresó en 1990.
Entre septiembre del 2011 y febrero de 2012 viajó a Estados Unidos como Visiting Fellow del Centro Rockefeller para Estudios Latinoamericanos de la Universidad de Harvard, donde condujo una investigación sobre uso y abuso en redes sociales. A su regreso, creó —junto al periodista Mario Boada— el Canal i, definido como un espacio de conversación en Internet para generar contenidos, moderar conversaciones y activar comunidades.
Mauricio Bustamante está casado con Paulina Flaño, también periodista, con quien tienen 5 hijos.

## Carrera profesional

### Televisión
Entre diciembre de 1989 y julio de 1995 fue reportero del noticiario Teletrece, de la Corporación de Televisión de la Universidad Católica de Chile (Canal 13), especializado en temas de economía.
En septiembre de 1995 ingresa a 24 horas en Televisión Nacional de Chile (TVN), donde se desempeñó como editor de noticias y presentador de diversas ediciones del noticiario. Ha participado en numerosas coberturas periodísticas y transmisiones de impacto mundial, desde el Funeral de la Princesa Diana de Gales en 1997, o la detención y proceso contra Augusto Pinochet en Londres en 1998, hasta el ataque del 11 de septiembre de 2001 contra las Torres Gemelas y el Pentágono en Estados Unidos. Fue parte del equipo que en forma ininterrumpida y por varios días informó de los efectos del terremoto y tsunami ocurrido el 27 de febrero de 2010 en Chile; como también del accidente y rescate de 33 mineros en Atacama en agosto y octubre de ese año. Informó de la muerte del papa Juan Pablo II en abril de 2005, de la renuncia de Benedicto XVI y del cónclave que eligió al papa Francisco en febrero y marzo de 2013.
En el mismo canal también se ha desempeñado como panelista de actualidad en el programa Buenos días a todos (2004-2011 y 2012-2013); y como conductor de los programas Con mucho cariño en 2002, junto a Felipe Camiroaga, Myriam Hernández y Tati Penna; y La entrevista del domingo, entre 1999 y 2013, donde conversó con más de 600 figuras de la actualidad, incluidos mandatarios hispanoamericanos, economistas, deportistas y figuras del espectáculo.
El 30 de marzo de 2020 deja de ser parte de TVN finalizando su contrato tras 25 años.
A su experiencia suma haber participado como periodista en los Debates Presidenciales de 2005, 2009 y 2013, y conductor/moderador en los debates de candidatos presidenciales en las Primarias de la Democracia Cristiana, Alianza y Nueva Mayoría de 2013, en espacios realizados por TVN, la Asociación de Radiodifusores de Chile (Archi) y la Asociación Nacional de Televisión (Anatel).

### Radio
En 1997 ingresó a trabajar en Radio Infinita, donde creó y condujo el programa informativo Panorama en Infinita, junto a Enrique Cid hasta el 30 de diciembre de 1998. El lunes 6 de marzo de 2000 volvió a esa emisora con el programa informativo vespertino Será Noticia Mañana (luego llamado Será Noticia desde 2002), donde primero condujo sólo, después junto a Juan Manuel Astorga (2003-2006) y más tarde con Verónica Schmidt (2006-2011). En septiembre de 2011 fue reemplazado en Será Noticia por Macarena Puigrredón para luego volver en marzo de 2012 para acompañar a ella y finalmente otra vez con Verónica Schmidt entre agosto de 2013 y diciembre de 2014, acompañados por José Antonio Neme entre marzo y diciembre de ese año.
En diciembre de 2014 dejó Radio Infinita para sumarse a Radio Cooperativa en enero de 2015, para conducir el programa informativo Lo que queda del día, junto a Paula Molina, a partir de marzo de ese año, donde se mantuvo hasta febrero de 2023 después de 8 años.
Desde abril de 2023 es parte del equipo periodístico de Radio ADN, donde conduce el programa informativo La Prueba de ADN junto a la periodista Carla Zunino.

## Participaciones especiales
- Mi abuelo, mi nana y yo (sitcom, TVN, 1998) como Lector de noticias

## Premios y nominaciones

### TV-Grama
| Año  | Premio           | Categoría                                         | Resultado |
| ---- | ---------------- | ------------------------------------------------- | --------- |
| 2010 | Premios TV-Grama | Mejor Conductor de Noticias en 24 Horas           | Ganador   |
| 2011 | Premios TV-Grama | Mejor Conductor de Noticias en 24 Horas           | Nominado  |
| 2012 | Premios TV-Grama | Mejor Conductor de Noticias en 24 Horas           | Ganador   |
| 2013 | Premios TV-Grama | Mejor Conductor de Noticias en 24 Horas           | Nominado  |
| 2014 | Premios TV-Grama | Mejor Conductor de Noticias en Tu Mañana 24 Horas | Ganador   |

### Otros
- En la década de los años 1990 varios reconocimientos como mejor reportero en el área de la economía y los negocios.[cita requerida]
- En 2008 obtuvo el premio "Alejandro Silva de la Fuente" que entrega la Academia Chilena de la Lengua al periodista que se destaca por el buen uso del idioma en su labor profesional.[cita requerida]
- En 2010 obtuvo una distinción de la Asociación de Periodistas de Espectáculos (APES) como mejor entrevistador en televisión.[cita requerida]
- En 2012 recibió el premio ASEXMA como "Periodista Destacado".[cita requerida]
- En 2014 la Fundación QuéVeo le entregó el "Premio QuéVeo 10 años" en reconocimiento a su destacada trayectoria como periodista y conductor de noticias.[cita requerida]
- En 2019 el Cuerpo de Bomberos de Santiago le entregó el "Premio Guillermo Pérez de Arce Adriasola" en reconocimiento a su contribución en la difusión de los servicios de utilidad a la ciudadanía.[cita requerida]
- En 2020 como parte del equipo de periodistas de Radio Cooperativa recibió el Premio Gabo, categoría de Reconocimiento a la Excelencia, uno de los mayores galardones del periodismo latinoamericano que anualmente otorga la Fundación creada por Gabriel García Márquez.[cita requerida]